# Ahmet Zappa
Ahmet Emuukha Rodan Zappa (Los Angeles, 15 mei 1974) is een Amerikaanse muzikant, acteur, presentator en kinderboekenschrijver.

## Biografie
Ahmet Zappa is het derde van de vier kinderen van Frank Zappa (1940-1993). Hij werd genoemd naar de producer Ahmet Ertegün (1923-2006), de oprichter en eigenaar van het platenlabel Atlantic Records. Hij werkte mee aan verschillende platen van zijn vader. Na diens dood speelde hij samen met zijn oudere broer Dweezil Zappa (1969) in de band Z, waarmee hij verschillende albums maakte. Ook speelde hij bij Steve Vai en Mike Keneally. In de jaren negentig had hij enkele rollen in televisieseries, waaronder in Roseanne en Growing Pains. Hij presenteerde drie jaar lang het televisieprogramma Robotica. In 2006 verscheen zijn kinderboek The Monstrous Memoirs of a Mighty McFearless, waarvan de filmrechten al voor de publicatie voor 1,5 miljoen dollar door Walt Disney Pictures waren aangekocht.
Van 2004 tot 2006 was Zappa getrouwd met de actrice Selma Blair. In 2010 hertrouwde hij met Shana Muldoon.

## Discografie
- 1991: Confessions
- 1993: Shampoo Horn
- 1996: Music For Pets

## Filmografie
- 1990: Pump Up the Volume
- 1998: Jack Frost
- 1998: Children of the Corn V: Fields of Terror
- 2000: Ready to Rumble

## Presentator
- 1999: Happy Hour
- 1999: webRIOT
- 2001-2002: Robotica
- 2005: But Can They Sing?

## Boek
- 2006: The Monstrous Memoirs of a Mighty McFearless (kinderboek)